# Comté de Crawford (Pennsylvanie)
Pour les articles homonymes, voir Comté de Crawford.
Le comté de Crawford est un comté américain du Commonwealth de Pennsylvanie. Au recensement de 2000, le comté comptait 90 366 habitants. Il a été créé le 12 mars 1800, à partir du comté d'Allegheny et tire son nom du Colonel William Crawford. Le siège du comté se situe à Meadville.

## Démographie
| Groupe            | Comté de Crawford | Pennsylvanie | États-Unis |
| ----------------- | ----------------- | ------------ | ---------- |
| Blancs            | 92,14             | 73,5         | 58         |
| Latino-Américains | 1,5               | 8,1          | 19         |
| Afro-Américains   | 1,8               | 10,5         | 12,1       |
| Asiatiques        | 0,43              | 3,4          | 6,2        |
| Métis             | 3,3               | 3,3          | 4,1        |
| Amérindiens       | 0,04              | 0,1          | 0,9        |
| Océano-américains | 0,03              | 0,02         | 0,2        |
| Autres            | 0,3               | 0,4          | 0,5        |
| Total             | 100               | 100          | 100        |